# Coleophora alba
Coleophora alba é uma espécie de mariposa do gênero Coleophora pertencente à família Coleophoridae.